# Estônia nos Jogos Olímpicos de Inverno de 2014
A Estônia participou dos Jogos Olímpicos de Inverno de 2014, realizados na cidade de Sóchi, na Rússia. Foi a nona aparição do país em Olimpíadas de Inverno.

## Desempenho

### Biatlo
Feminino
| Atleta                                                 | Evento      | Final   | Final       | Final   |
| Atleta                                                 | Evento      | Tempo   | Penalidades | Posição |
| ------------------------------------------------------ | ----------- | ------- | ----------- | ------- |
| Grete Gaim                                             | Velocidade  | 24:18.2 | 2 (1+1)     | 71º     |
| Grete Gaim                                             | Individual  | 51:28.5 | 2 (0+0+0+2) | 58º     |
| Kadri Lehtla                                           | Velocidade  | 24:13.3 | 4 (2+2)     | 69º     |
| Kadri Lehtla                                           | Individual  | 49:44.8 | 2 (1+0+1+0) | 44º     |
| Johanna Talihärm                                       | Velocidade  | 23:09.3 | 0 (0+0)     | 48º     |
| Johanna Talihärm                                       | Perseguição | 37:52.5 | 5 (2+0+0+3) | 55º     |
| Johanna Talihärm                                       | Individual  | 55:16.5 | 6 (2+1+0+3) | 73º     |
| Daria Yurlova                                          | Velocidade  | 24:01.1 | 2 (1+1)     | 67º     |
| Daria Yurlova                                          | Individual  | 55:18.0 | 6 (0+2+2+2) | 74º     |
| Grete Gaim Kadri Lehtla Johanna Talihärm Daria Yurlova | Revezamento | LAP     | 14 (1+13)   | 16º     |

Masculino
| Atleta                                                       | Evento      | Final   | Final       | Final   |
| Atleta                                                       | Evento      | Tempo   | Penalidades | Posição |
| ------------------------------------------------------------ | ----------- | ------- | ----------- | ------- |
| Kalev Ermits                                                 | Individual  | 57:04.5 | 2 (1+1+0+0) | 70º     |
| Kauri Kõiv                                                   | Velocidade  | 26:47.1 | 3 (2+1)     | 54º     |
| Kauri Kõiv                                                   | Perseguição | 38:10.2 | 3 (1+0+0+2) | 46º     |
| Kauri Kõiv                                                   | Individual  | 58:17.3 | 7 (1+2+2+2) | 78º     |
| Roland Lessing                                               | Velocidade  | 27:06.3 | 3 (0+3)     | 66º     |
| Daniil Steptšenko                                            | Velocidade  | 26:40.5 | 2 (1+1)     | 50º     |
| Daniil Steptšenko                                            | Perseguição | 40:52.0 | 7 (1+1+1+4) | 59º     |
| Daniil Steptšenko                                            | Individual  | 56:14.4 | 3 (1+2+0+0) | 62º     |
| Indrek Tobreluts                                             | Velocidade  | 26:46.5 | 3 (0+3)     | 53º     |
| Indrek Tobreluts                                             | Perseguição | 38:00.5 | 3 (0+0+2+1) | 45º     |
| Indrek Tobreluts                                             | Individual  | 53:02.5 | 2 (0+1+0+1) | 29º     |
| Kauri Kõiv Roland Lessing Daniil Steptšenko Indrek Tobreluts | Revezamento | LAP     | 15 (12+3)   | 17º     |

Misto
| Atleta                                                  | Evento      | Final | Final       | Final   |
| Atleta                                                  | Evento      | Tempo | Penalidades | Posição |
| ------------------------------------------------------- | ----------- | ----- | ----------- | ------- |
| Kauri Kõiv Kadri Lehtla Daniil Steptšenko Daria Yurlova | Revezamento | LAP   | 23 (6+17)   | 15º     |

### Combinado nórdico
| Atleta              | Evento            | Salto de esqui | Salto de esqui | Cross-country | Cross-country | Total   | Total |
| Atleta              | Evento            | Pts            | Pos.           | Tempo         | Pos.          | Tempo   | Pos.  |
| ------------------- | ----------------- | -------------- | -------------- | ------------- | ------------- | ------- | ----- |
| Kristjan Ilves      | Pista normal 10km | 117.3          | 17°            | 26:26.8       | 44º           | 27:23.8 | 41°   |
| Kristjan Ilves      | Pista longa 10km  | 117.2          | 8º             | 25:24.5       | 43º           | 26:11.5 | 34°   |
| Han Hendrik Piho    | Pista normal 10km | 102.8          | 43°            | 25:47.4       | 40º           | 27:42.4 | 43°   |
| Han Hendrik Piho    | Pista longa 10km  | 95.3           | 37º            | 24:00.0       | 32º           | 24:15.0 | 36°   |
| Karl-August Tiirmaa | Pista normal 10km | 99.9           | 45°            | 26:23.2       | 43º           | 28:29.2 | 44°   |
| Karl-August Tiirmaa | Pista longa 10km  | 104.3          | 21º            | 26:06.4       | 44º           | 27:45.4 | 44°   |

### Esqui alpino
Feminino
| Atleta     | Evento         | Descida 1 | Descida 2 | Total   | Pos. |
| ---------- | -------------- | --------- | --------- | ------- | ---- |
| Triin Tobi | Slalom         | 1:11.43   | 1:09.02   | 2:20.45 | 46º  |
| Triin Tobi | Slalom gigante | 1:34.65   | 1:34.52   | 3:09.17 | 61º  |

Masculino
| Atleta                | Evento         | Descida 1 | Descida 2 | Total   | Pos. |
| --------------------- | -------------- | --------- | --------- | ------- | ---- |
| Warren Cummings Smith | Slalom         | 55.08     | 1:02.20   | 1:57.28 | 26º  |
| Warren Cummings Smith | Slalom gigante | 1:28.25   | 1:29.17   | 2:57.42 | 45º  |

### Esqui cross-country
Feminino
| Atleta       | Evento         | Qualificatória | Qualificatória | Quartas-de-final | Quartas-de-final | Semifinal   | Semifinal   | Final       | Final       |
| Atleta       | Evento         | Tempo          | Pos.           | Tempo            | Pos.             | Tempo       | Pos.        | Tempo       | Pos.        |
| ------------ | -------------- | -------------- | -------------- | ---------------- | ---------------- | ----------- | ----------- | ----------- | ----------- |
| Triin Ojaste | 10 km clássico |                |                |                  |                  |             |             | 31:54.3     | 45º         |
| Triin Ojaste | Velocidade     | 2:47.07        | 48º            | Não avançou      | Não avançou      | Não avançou | Não avançou | Não avançou | Não avançou |

Masculino
| Atleta                                              | Evento                 | Qualificatória | Qualificatória | Quartas-de-final  | Quartas-de-final | Semifinal      | Semifinal   | Final       | Final       |
| Atleta                                              | Evento                 | Tempo          | Pos.           | Tempo             | Pos.             | Tempo          | Pos.        | Tempo       | Pos.        |
| --------------------------------------------------- | ---------------------- | -------------- | -------------- | ----------------- | ---------------- | -------------- | ----------- | ----------- | ----------- |
| Algo Kärp                                           | 15 km clássico         |                |                |                   |                  |                |             | 42:16.5     | 42º         |
| Peeter Kümmel                                       | Velocidade             | 3:44.03        | 52º            | Não avançou       | Não avançou      | Não avançou    | Não avançou | Não avançou | Não avançou |
| Aivar Rehemaa                                       | 15 km clássico         |                |                |                   |                  |                |             | 41:49.8     | 40º         |
| Aivar Rehemaa                                       | 30 km skiathlon        |                |                | Clássico: 38:04.3 | 48º              | Livre: 35:09.3 | 51º         | 1:13:47.2   | 51º         |
| Aivar Rehemaa                                       | Largada coletiva       |                |                |                   |                  |                |             | 1:52:22.1   | 44º         |
| Raido Ränkel                                        | 15 km clássico         |                |                |                   |                  |                |             | 43:38.9     | 61º         |
| Raido Ränkel                                        | Velocidade             | 3:43.82        | 51º            | Não avançou       | Não avançou      | Não avançou    | Não avançou | Não avançou | Não avançou |
| Siim Sellis                                         | Velocidade             | 3:48.06        | 59º            | Não avançou       | Não avançou      | Não avançou    | Não avançou | Não avançou | Não avançou |
| Karel Tammjärv                                      | 15 km clássico         |                |                |                   |                  |                |             | 42:27.7     | 45º         |
| Karel Tammjärv                                      | Largada coletiva       |                |                |                   |                  |                |             | 1:53:23.0   | 49º         |
| Algo Kärp Raido Ränkel Aivar Rehemaa Karel Tammjärv | Revezamento 4x10 km    |                |                |                   |                  |                |             | 42:27.7     | 45º         |
| Peeter Kümmel Raido Ränkel                          | Velocidade por equipes |                |                |                   |                  | 24:26.49       | 7º          | Não avançou | Não avançou |

### Patinação artística
| Atleta            | Evento               | Programa curto | Programa curto | Programa longo | Programa longo | Total       | Total       |
| Atleta            | Evento               | Pontos         | Pos.           | Pontos         | Pos.           | Pontos      | Pos.        |
| ----------------- | -------------------- | -------------- | -------------- | -------------- | -------------- | ----------- | ----------- |
| Jelena Glebova    | Individual feminino  | 46.19          | 29º            | Não avançou    | Não avançou    | Não avançou | Não avançou |
| Viktor Romanenkov | Individual masculino | 61.55          | 23º            | 78.44          | 24º            | 139.99      | 24º         |

### Salto de esqui
Masculino
| Atleta                | Evento                  | Preliminar | Preliminar | Primeira rodada | Primeira rodada | Final       | Final       | Final       |
| Atleta                | Evento                  | Pontos     | Pos.       | Pontos          | Pos.            | Pontos      | Total       | Pos.        |
| --------------------- | ----------------------- | ---------- | ---------- | --------------- | --------------- | ----------- | ----------- | ----------- |
| Kaarel Nurmsalu       | Pista normal individual | 106.6      | 32º        | 113.3           | 37º             | Não avançou | Não avançou | Não avançou |
| Kaarel Nurmsalu       | Pista longa individual  | 103.6      | 24º        | 105.9           | 41º             | Não avançou | Não avançou | Não avançou |
| Siim-Tanel Sammelselg | Pista normal individual | 66.2       | 51º        | Não avançou     | Não avançou     | Não avançou | Não avançou | Não avançou |
| Siim-Tanel Sammelselg | Pista longa individual  | 69.0       | 49º        | Não avançou     | Não avançou     | Não avançou | Não avançou | Não avançou |

Legenda
| Recorde mundial      | Recorde mundial (World record)               |                       | Recorde africano                      | Recorde africano (African) |                                           | Q | Classificado por posição (Qualified) |
| Recorde olímpico     | Recorde olímpico (Olympic record)            | Recorde da América    | Recorde da América (Americas)         | q                          | Classificado por melhor tempo (Qualified) |   |                                      |
| Melhor marca do ano  | Melhor marca do ano (World leading)          | Recorde asiático      | Recorde asiático (Asian)              | DNS                        | Não largou (Did not start)                |   |                                      |
| Recorde nacional     | Recorde nacional (National record)           | Recorde europeu       | Recorde europeu (European)            | DNF                        | Não terminou (Did not finish)             |   |                                      |
| Recorde pessoal      | Recorde pessoal do atleta (Personal best)    | Recorde da Oceania    | Recorde da Oceania (Oceania)          | DSQ / DQ                   | Desclassificado (Disqualified)            |   |                                      |
| Recorde da temporada | Recorde da temporada do atleta (Season best) | Recorde sul-americano | Recorde sul-americano (South America) | NM                         | Sem marca (No mark)                       |   |                                      |